# Thomas B. Cuming
Thomas B. Cuming (ur. 25 grudnia 1827 w Nowym Jorku, zm. 23 marca 1858) – amerykański polityk, drugi i czwarty z kolei gubernator Terytorium Nebraski (dwukrotnie jako pełniący obowiązki). Należał do Partii Demokratycznej.

## Życiorys
Studiował na Uniwersytecie Michigan, uczestniczył w wojnie amerykańsko-meksykańskiej.
W latach 1854–1858 Sekretarz Terytorium Nebraski. Od 18 października 1854 r. do 23 lutego 1855 r. gubernator. Miał zaledwie 27 lat.
Decyzja o utworzeniu terytorialnego parlamentu w Omaha i swojej rezydencji blisko Council Bluffs (dziś stan Iowa) wywołała protesty mieszkańców, szczególnie w Nebraska City i Plattsmouth.
Ponownie został gubernatorem 25 października 1857 r. Urząd sprawował do 12 stycznia 1858. Na jego cześć nazwano Cuming Street w Omaha i hrabstwo Cuming.